# 北韓介入俄羅斯入侵烏克蘭

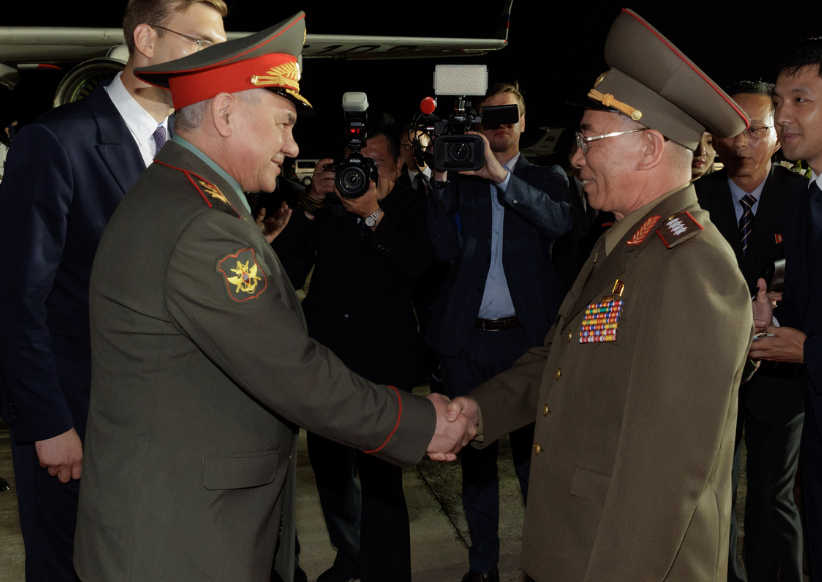
2023年7月25日，俄羅斯國防部長紹伊古與時任北韓國防相強純男見面

朝鲜介入俄罗斯入侵乌克兰，自2022年以来，朝鲜民主主义人民共和国一直在俄乌战争中支持俄罗斯，2022年07月14日，朝鲜民主主义人民共和国政府承认顿涅茨克人民共和国和卢甘斯克人民共和国的独立。俄罗斯入侵乌克兰以来朝鲜向俄罗斯出售大量武器，2024年底朝鲜向俄罗斯派遣了军事人员，这些朝鲜士兵穿着俄罗斯制服，在俄罗斯的指挥下与乌克兰作战。2025年4月，兩國分別首度承認朝軍參與烏克蘭戰爭。

## 外交支持俄罗斯
早在2014年克里米亚危机期间，朝鲜民主主义人民共和国就一直站在俄罗斯一边。2017年朝鲜就正式承认克里米亚是俄罗斯的一部分。
随着冲突的升级和俄罗斯入侵乌克兰的开始，朝鲜继续支持俄罗斯。2022年7月，朝鲜承认俄罗斯支持的顿涅茨克人民共和国和卢甘斯克人民共和国的独立，为此乌克兰宣布与朝鲜断绝外交关系。

## 出兵援俄
2024年6月18日至19日，俄罗斯总统弗拉基米尔·普京访问朝鲜民主主义人民共和国，这是普京自2000年以来首次访问朝鲜。在访问期间，普京与朝鲜劳动党总书记金正恩举行会谈，最终双方签署《全面战略伙伴关系条约》。
10月23日，白宫国家安全委员会发言人约翰·柯比称“10月初至中旬，朝鲜至少向俄罗斯东部调动了3000名士兵。这些士兵乘船从朝鲜元山前往俄罗斯海參崴（俄称符拉迪沃斯托克），这些士兵随后前往俄罗斯东部的多个俄罗斯军事训练基地，目前正在那里接受训练。”。11月4日，乌克兰方面表示乌军在库尔斯克州与朝鲜援军交火。11月12日，美国国务院发言人帕特尔称：“已确认1万多名朝鲜士兵已被派往俄罗斯东部，其中大部分士兵转移到最西端的库尔斯克州，并开始与俄军一起作战”。
根据韩国政府消息人士透露，朝鲜预计将派遣隶属于最精锐特殊作战部队11军团「暴风军团」下属4个旅的1万2000多名兵力。 韩国称驻在平安南道德川市的暴风军团是以特殊8军团为母体创立的最精锐特殊部队。 特殊8军团成立于1969年，以1968年制造1·21青瓦台袭击事件的124部队为中心。 朝鲜于1983年将该部队改编为轻步教导指导局，合并了其他特殊部队，并持续扩大和改编，创建了暴风军团。
2025年1月12日，乌克兰总统泽连斯基证实，乌克兰军队在俄乌战争前线首次俘获了两名朝鲜士兵。据路透社和《基辅独立报》报道，这两名朝鲜士兵分别出生于2005年和1999年。2005年出生的士兵是2021年加入朝鲜军队。他身上被搜出一张伪造的俄罗斯身份证，显示他是来自圖瓦地区的士兵。其中年仅19岁的士兵供述称，他于2024年11月到俄罗斯时收到这张证件，当时以为是赴俄受训，而非参战。他还透露，部分朝鲜部队仅与俄军进行为期一周的联合训练。次日，韩国国家情报院称“援俄朝军的交战范围正在库尔斯克州全境扩大，朝鲜军队的伤亡人数估计超过3000人，其中约300人死亡、2700人受伤”。

### 俄朝首度承認朝軍介入
2025年4月26日，俄羅斯總參謀長瓦列里·格拉西莫夫首度證實朝軍的參與，指朝鲜「正在解放庫爾斯克地區邊境地區」，根據俄朝全面戰略夥伴關係條約，「為粉碎發動入侵的烏克蘭軍隊戰鬥組織提供了大量援助。」4月28日，朝鲜劳动党中央军事委员会向《劳动新闻》和朝中社發表聲明，指對朝軍於「库尔斯克州被占地区的作战中的建树英雄殊勋予以高度评价」， 符合國際法及朝俄全面战略伙伴关系条约的條款精神。韩国国防部、统一部和韓國外交部谴责朝鲜派军队援俄违反国际法，威胁国际安全，是“自认犯罪行为”。6月30日，金正恩接待俄罗斯文化部长奥尔加·柳比莫娃时，朝鲜中央通讯社评价两国军队是“用鲜血凝成的战斗友谊以及真正的国际主义情谊”。

### 朝鲜派兵扫雷重建
2025年6月，谢尔盖·绍伊古两度出访朝鲜，并会见金正恩。金正恩决定派遣1000名工兵和5000人的军事建筑部队，参与、协助库尔斯克的排雷和重建工作。俄方决定设立纪念2024年库尔斯克州战役中朝鲜士兵的纪念设施。